# منجم أم غيج
قرية منجم أم غيج هي إحدى القرى التابعة لمدينة القصير في محافظة البحر الأحمر في جمهورية مصر العربية، حسب إحصاءات سنة 2018، بلغ إجمالي السكان في منجم أم غيج 131 نسمة، منهم 62 رجل و 69 امرأة.